# Corneille de Florès
Corvus florensis
Espèce
Statut de conservation UICN

EN : En danger
La Corneille de Florès (Corvus florensis) est une espèce de passereaux de la famille des Corvidae. Cet oiseau est endémique d'Indonésie.
Elle fréquente les forêts sèches et les forêts tropicales humides. Elle a une taille d'environ 40 cm.
La cause principale du déclin de cette corneille est la perte de son habitat.

Carte de répartition de la corneille de Florés